# خال لکه‌شرابی
خال لکه‌شرابی (port-wine stain) یا خال فلامئوس (nevus flammeus) یک مالفورماسیون مویرگ‌های پوست است. خال لکه‌شرابی نوعی ضایعه منفرد یا متعدد موضعی یا منتشر به رنگ قرمز تیره تا ارغوانی بدون برآمدگی است که با گشادی و افزایش مویرگ‌های پوست مشخص می‌شود. این ضایعه در ابتدا به شکل لکه‌ای صورتی روشن است که می‌تواند به مرور زمان پررنگ‌تر شده و باعث درگیری رگ‌ها، بافت نرم یا هیپرتروفی استخوان گردد. این ضایعه در اثرات عروق سطحی پوست ایجاد می‌شود.
وجود لکه‌های شرابی در منطقه توزیع شاخه افتالمیک (V۱) عصب تری‌ژمینال با گلوکوم همان طرف همراه است.

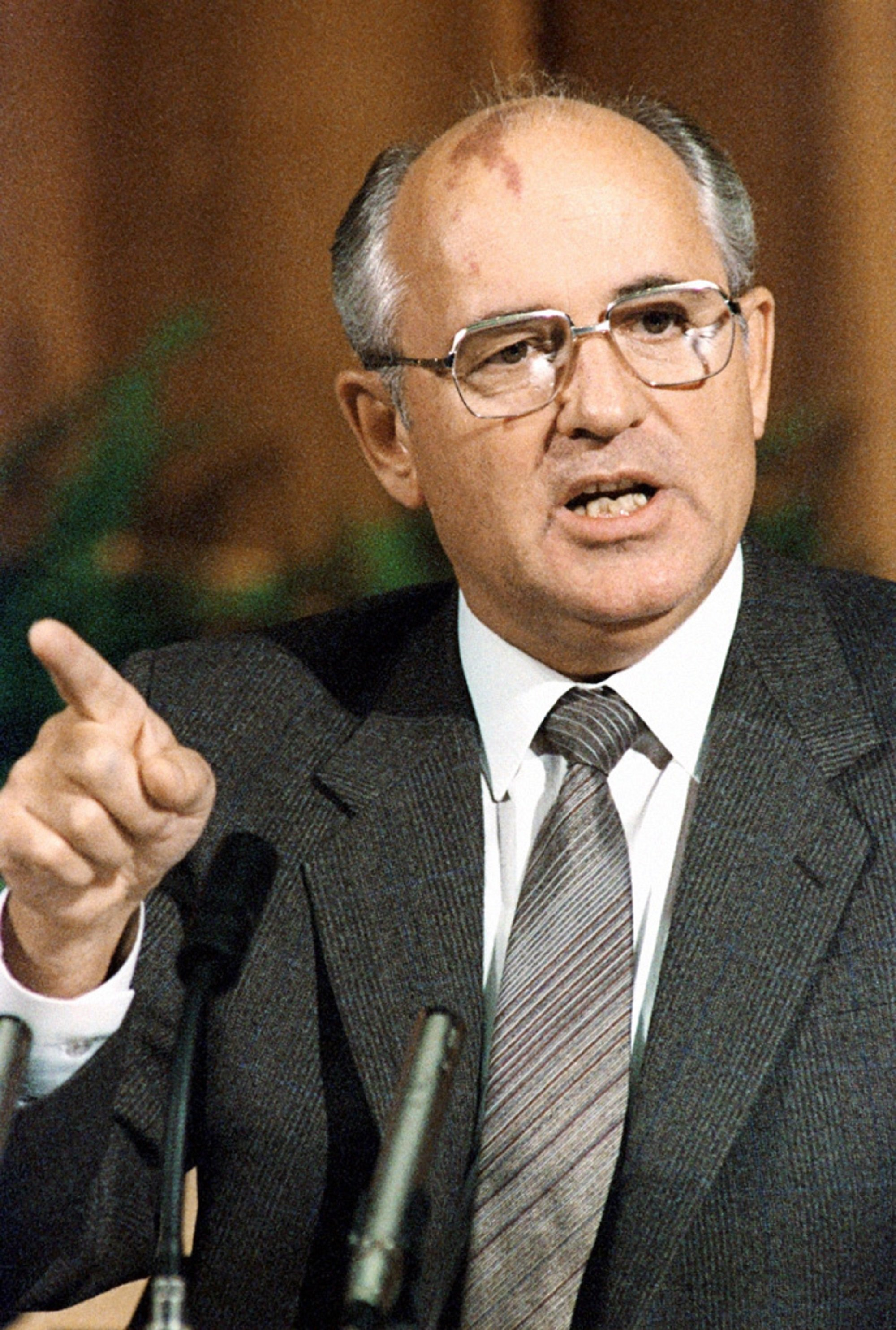
میخائیل گورباچف، آخرین رهبر اتحاد جماهیر شوروی سوسیالیستی با خال لکه‌شرابی مشهورش روی قسمت جلویی سرش.

## منابع

خال لکه شرابی در دست